# HRL Laboratories
HRL Laboratories (ehemals Hughes Research Laboratories) war die Forschungs- und Entwicklungsabteilung von Hughes Aircraft. Heute handelt es sich um ein reines Forschungszentrum, gegründet im Jahr 1960, mit Sitz in Malibu. Die aktuellen Eigentümer sind General Motors und Boeing, die Forschungslabore befinden sich in zwei großen, weißen mehrstöckigen Gebäuden mit Blick auf den Pazifischen Ozean.

## Geschichte
In den 1940ern gründete Howard Hughes eine Forschungseinrichtung in Culver City, Kalifornien; im Jahr 1960 zog diese nach Malibu, Kalifornien. Im Jahr 1984 entschied ein US-Bundesgericht, dass das Howard Hughes Medical Institute, um seinen Status als Non-Profit-Organisation zu erhalten, seine Anteile an Hughes Aircraft und deren Tochtergesellschaften verkaufen müsse. 1985 kaufte der Konzern General Motors (GM) Hughes Aircraft. GM verkaufte die Luftfahrt- und Verteidigungssparte 1997 an Raytheon und gliederte die Hughes Research Laboratories (nun umbenannt in HRL Laboratories, LLC) als eigenständige Gesellschaft aus. Gemeinsame Eigentümer wurden GM und Raytheon. Im Jahr 2000 veräußerte GM die Fertigung von Satelliten an Boeing; seitdem sind Boeing, GM und Raytheon gemeinsam Eigentümer der HRL Laboratories. 2007 veräußerte Raytheon seine Anteile, allerdings bestehen nach wie vor Forschungs- und Entwicklungsvereinbarungen mit HRL. Die HRL Laboratories werden finanziert von ihren Eigentümer, über Verträge mit dem amerikanischen Verteidigungsministerium und anderen Kunden.
HRL konzentriert sich auf Entwicklungen in der Mikroelektronik, Informations- und Systemwissenschaften, Materialien, Sensoren und Photonik, Sein Arbeitsbereich reicht von der Grundlagenforschung bis zur Produktlieferung. Gearbeitet wird unter anderem an integrierten Schaltungen, Hochleistungslasern, Antennen, Netzwerken und intelligenten Materialien.
Trotz der Verkleinerung während des Schrumpfens der Luft- und Raumfahrtindustrie in den 1990er Jahren ist HRL nach wie vor der größte Arbeitgeber in Malibu.